# Provincia Khost
Provincia Khost (paștună خوست‎) este una dintre provinciile Afganistanului. Este localizată în partea sudică, la frontiera cu statul Pakistan.